# Piper exactum
Piper exactum är en pepparväxtart som beskrevs av Trel. & Standley. Piper exactum ingår i släktet Piper och familjen pepparväxter. Inga underarter finns listade i Catalogue of Life.